# Igor Pamić
Igor Pamić (Zminnj, República Federal de Yugoslavia, 19 de noviembre de 1969). Es un exfutbolista y entrenador croata que jugó en las posiciones de mediapunta, extremo, o como centrocampista ofensivo. Actualmente dirige al NK Istra 1961.

## Trayectoria

### Como jugador
Nació en el pueblo de Žminj en Istra y comenzó su carrera profesional en el club Istra Pula a principios de 1992 dejó el club tras dos temporadas para fichar por uno de los gigantes croatas el Dinamo Zagreb , donde pasó dos temporadas más, antes de trasladarse a Osijek en julio de 1995 después de una temporada con Osijek, se trasladó en el Extranjero con el FC Sochaux-Montbéliard En julio de 1996. Anotó un total de 57 goles en cinco temporadas de la Prva HNL.
Dejó Sochaux en junio de 1997 después de una temporada de jugar para el club. En una temporada y media con jugar en el Hansa, apareció en un total de 37 partidos de la Bundesliga y logró anotar 13 goles para el club. Con el comienzo del año 1999, se trasladó a Austrian y continuó jugando para el club antes de terminar su carrera como jugador en el otoño de 2002, jugando su último partido de la liga el 21 de octubre de 2001 contra el Rapid Wien . En dos medias temporadas y dos temporadas enteras de jugar para GAK, apareció en un total de 66 partidos de la Bundesliga y marcó 23 goles.

### Clubes
| Club          | País     | Año         |
| ------------- | -------- | ----------- |
| Istra Pula    | Croacia  | 1992 - 1993 |
| NK Pazinka    | Croacia  | 1993 - 1994 |
| Dinamo Zagreb | Croacia  | 1994 - 1995 |
| Osijek        | Croacia  | 1995 - 1996 |
| Sochaux       | Francia  | 1996 - 1997 |
| Hansa Rostock | Alemania | 1997 - 1998 |
| Grazer AK     | Austria  | 1999 - 2002 |

### Selección nacional
Hizo su debut con la selección de fútbol de Croacia en un partido amistoso contra Hungría el 10 de abril de 1996 en Osijek y también marcó su primer y único gol con la selección en ese partido. Posteriormente fue también parte de la selección croata que disputó la Eurocopa 1996 celebrada en Inglaterra , pero solo hizo una aparición en el torneo al jugar la primera mitad del último partido de la fase de grupos contra Portugal . Posteriormente, apareció en sólo dos partidos con la selección, jugando como suplente en un amistoso frente a Marruecos en 1996 , así como en el primer encuentro del equipo croata para la clasificación a la Eurocopa 2000 contra la República de Irlanda el 5 de septiembre de 1998 En total, jugando u total de 6 partidos internacionales y anotó un gol.

### Participaciones en Eurocopa
| Copa          | Sede       | Resultado        |
| ------------- | ---------- | ---------------- |
| Eurocopa 1996 | Inglaterra | Cuartos de final |

## Como entrenador
Poco después de retirarse del fútbol como jugador, comenzó su carrera como entrenador en el deporte. Comenzó entrenando al NK Žminj de tercera división en 2002 y 2003, pasando a trasladarse a la segunda división croata con el NK Istra a principios de 2004, ayudando con el ascenso a la Primera División de Croacia para la temporada 2004-05.
Dejó Pula en el invierno de la temporada 2005-06 y volvió a Žminj en 2006, pasando una temporada con el club. En 2007, fue nombrado entrenador en Karlovac , con el que aseguró el ascenso a la Primera División de Croacia en 2009.

### Clubes
| Club        | País    | Año         |
| ----------- | ------- | ----------- |
| NK Žminj    | Croacia | 2002 - 2003 |
| NK Istra    | Croacia | 2004 - 2005 |
| NK Žminj    | Croacia | 2006 - 2007 |
| NK Karlovac | Croacia | 2007 - 2011 |
| NK Istra    | Croacia | 2011 -      |